# Rivière Douville
Pour les articles homonymes, voir Douville (homonymie).
La rivière Douville est un affluent de rivière Gatineau par le lac du Pain de Sucre, coulant au nord du fleuve Saint-Laurent, entièrement dans le territoire de La Tuque, dans la région administrative de la Mauricie, au Québec, au Canada.
Ce cours d’eau coule entièrement dans une petite vallée en zone forestière. Cette zone est sans villégiature.
La surface de la rivière Douville est généralement gelée de la mi-décembre jusqu’à la fin mars.

## Géographie
La rivière Douville prend sa source à l’embouchure d’un lac Claire (longueur : 1,1 km ; altitude : 444 m), dans le canton de Fortier, dans le territoire de La Tuque.
À partir de l’embouchure du lac Claire, la rivière Douville coule sur 29,6 km, selon les segments suivants :
- 0,7 km vers le nord, jusqu’à la rive sud d’un lac non identifié ;
- 6,5 km vers le sud-ouest, en traversant le lac Fortin (longueur : 2,8 km ; altitude : 442 m), jusqu’à l’embouchure ;
- 5,8 km vers le sud en formant une courbe vers l'ouest jusqu’à la rive nord-est du lac Douville ;
- 7,2 km vers le sud-ouest en traversant le lac Douville (altitude : 430 m) sur 1,7 km, jusqu’à son embouchure ;
- 3,8 km vers le sud-ouest en traversant le lac Jeune (altitude : 430 m) sur sa pleine longueur, jusqu’à son embouchure ;
- 5,6 km vers l'ouest, jusqu’à la confluence de la rivière[2].

La rivière Douville se déverse dans le canton de Gosselin sur la rive est du lac du Pain de Sucre lequel constitue le lac de tête de la rivière Gatineau ; cette dernière se déverse à son tour dans la rivière des Outaouais. Cette confluence de la rivière Douville est située à :
- 2,0 km en aval de la confluence de la rivière Tamarac, en traversant le lac du Pain de Sucre ;
- 3,2 km en amont de l’embouchure du lac du Pain de Sucre ;
- 68,8 km à l'ouest du centre du village de Parent ;
- 154 km au nord du centre-ville de Mont-Laurier.

## Toponymie
Le terme Douville constitue un patronyme de famille d'origine française.
Au Canada français , le toponyme Rivière Douville a été officialisé le 5 décembre 1968 à la Commission de toponymie du Québec. Dans les cultures amérindienne Des algonquins et des Attilameks, les rivières des rapides, Tamara Douville et Gatineau sont une seule entité, nommée, la grande rivière, un géographe de la Nouvelle France,  jean-Baptiste  Louis Franquéin dit Franklin utilise cette dénomination  amérindienne  dans son travail  de cartographie .